# Мюнстер
Мю́нстер (нім. Münster) — місто в Німеччині, Північний Рейн – Вестфалія. 1648 року у Мюнстері було підписано знаменитий Вестфальський мир, який завершив Тридцятирічну війну.
У місті немає промислових виробництв, а населення здебільшого зайняте в освіті та галузі управління, за що Мюнстер часто називають «письмовим столом Вестфалії». У Мюнстері розташовані важливі судові та адміністративні установи Північного Рейну-Вестфалії, у тому числі Конституційний суд і Вищий адміністративний суд. Мюнстерського католицьке єпископство, засноване більше 1200 років тому, є одним з найстаріших на півночі Німеччини і відіграє велику роль за межами Вестфалії.

## Географія
Мюнстер розташований на півночі федеральної землі Північний Рейн — Вестфалія, на річці Мюнстерше-А за 15 км до її впадіння в Емс.
Найвища точка знаходиться на передгірському пагорбі в заповіднику — 98,8 м над рівнем моря. Найнижча точка знаходиться в північній частині міської території на річці Емс на висоті 38,6 м над рівнем моря. Місто Мюнстер знаходиться на 60 м над рівнем моря (висота виміряна на центральному ринку перед ратушею).
Найближчими великими містами є Оснабрюк (44 км на північ), Дортмунд (61 км на південь), Білефельд (62 км на схід) і Енсхеде (Нідерланди) (65 км на північний захід).
Місто є однією з 42 міських агломерацій в Німеччині. Майже половина території міста використовується для потреб сільського господарства, тому щільність населення невелика — близько 1000 чоловік на км².

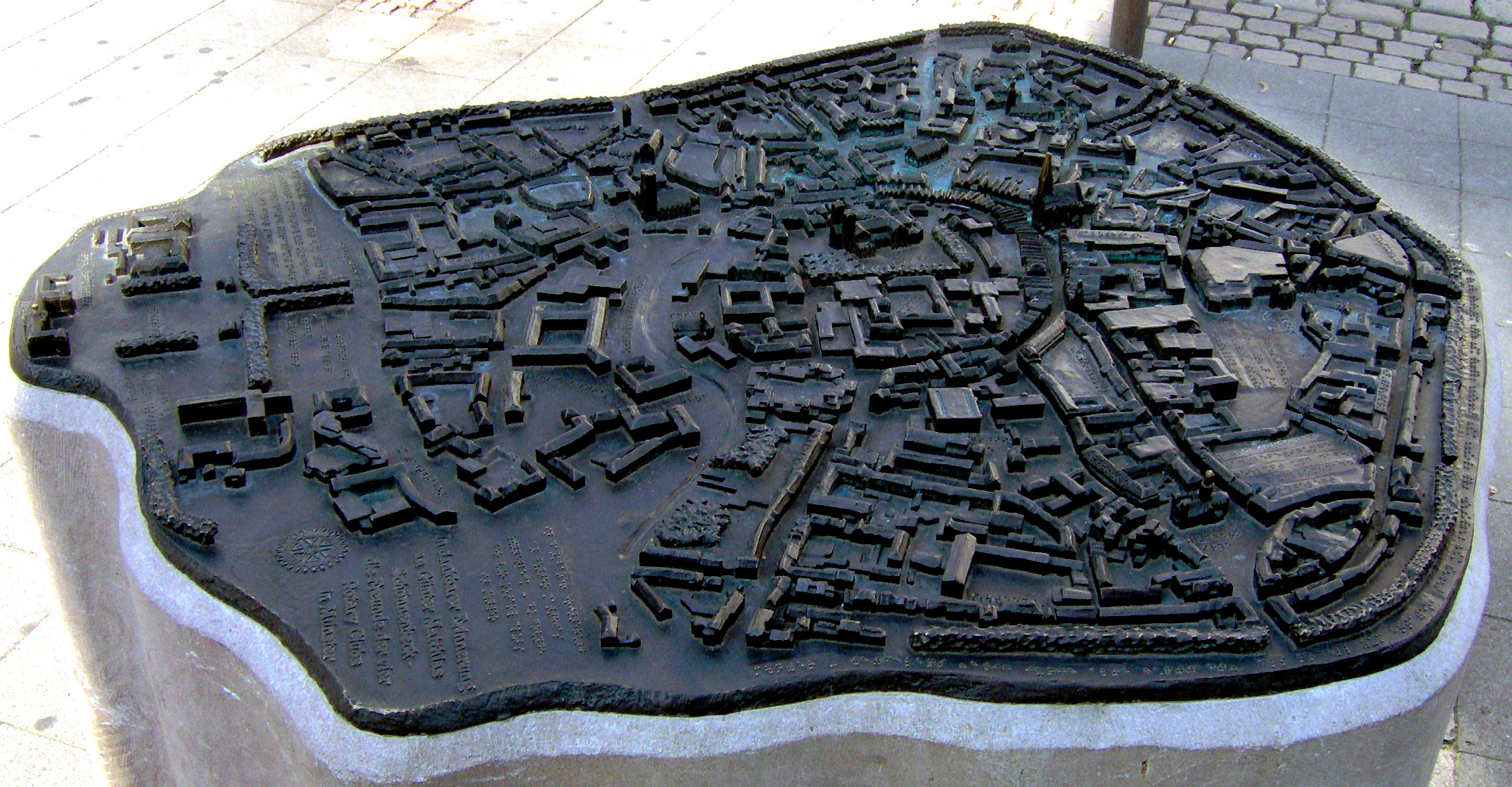
Бронзова модель міста Мюнстер

Загальна площа міста області 302,96 км², серед яких 59,03 км² — будівлі і відкритий простір, 1,17 км² — робочі поверхні 11,91 км² — зони відпочинку, 26,04 км² — шляхи сполучення, 139,68 км² — сільськогосподарські землі, 48.43 км² лісових земель, 8,93 км² поверхні води і 7,77 км², які використовуються інакше. Протяжність з Півночі на Південь — 24,4 км, із Заходу на Схід — 20,6 км.

## Клімат
Середньорічна кількість опадів у Мюнстері (700 мм / рік) приблизно дорівнює середньорічній кількості опадів у Німеччині. Проте кількість дощових днів на рік порівняно велика. Середньорічна температура становить 9 ° C. Близько 1500 сонячних годин на рік. У порівнянні з іншими німецькими містами, за цим показником Мюнстер знаходиться серед 20 % міст з похмурою погодою. Зима в Мюнстері досить м'яка, сніг йде відносно рідко. Літня температура відповідає середній по країні.

## Історія
Історія міста охоплює більше 1200 років. Первісне поселення було засноване 793 року фризьким місіонером Лудгером за розпорядженням Карла Великого. 797 року Лудгер заснував монастир і монастирську школу, сьогоднішню гімназію Паулінум. У першій половині XVI століття архіви міста були повністю знищені. Таким чином, історичні відомості щодо зазначеного часу частково неточні і засновані на документах, які зберігалися за межами міста.

### Хронологія
- 793 — заснування фризьким місіонером Лудгером.
- 797 — заснування монастирської школи, сьогоднішньої гімназії Паулінум
- 805 — Мюнстеру дарований статус міста.
- 1170 — Мюнстер отримує статус міста. Починається будівництво міських укріплень. Довжина міської стіни становила близько 4 км. У середині XIV століття вона була посилена за рахунок спорудження інших будівель. У цей час Мюнстер був найбільшим за площею містом Вестфалії.
- 1358 — перша згадка Мюнстера як члена Ганзи.
- З 1534 по 1536 — Мюнстерська комуна.
- У 1648 — в Мюнстері відбулося підписання Вестфальського миру, який завершив Тридцятилітню війну та Вісімдесятирічну війну.
- З 1815 по 1945 — столиця прусської провінції Вестфалія.
- 1915 — населення міста перевищило позначку в 100 000 осіб.
- 18 червня 1990 — в рамках підготовки «Договору 2 + 4» в історичній ратуші пройшла зустріч Ганса-Дітріха Геншера і Едуарда Шеварднадзе.

## Демографія
Зміна чисельності населення міста з 1816 року:
Кількість найбільших іноземних груп у Мюнстері за національністю:
| Місце | Національність (країна) | Кількість (2017) |
| ----- | ----------------------- | ---------------- |
| 1     | Сирія                   | 6,162            |
| 2     | Югославія               | 5,087            |
| 3     | Польща                  | 4,244            |
| 4     | Туреччина               | 3,996            |
| 5     | Італія                  | 3,723            |
| 6     | Афганістан              | 3,514            |
| 7     | СРСР                    | 3,326            |
| 8     | Іспанія                 | 2,739            |
| 9     | Португалія              | 1,843            |
| 10    | Велика Британія         | 1,520            |

## Відомі люди
- Георг Шрайбер — німецький історик, політик, священник.
- Карл Шуман — німецький спортсмен, чотириразовий олімпійський чемпіон на іграх в Афінах 1896 р.
- Франц фон Зонненберг (1779—1805) — німецький поет
- Крістоф Гудерман (1798—1852) — німецький математик
- Герман Ландуа (1835—1905) — німецький зоолог
- Крістіан Пандер (нар. 1983) — німецький футболіст, лівий захисник клубу Ганновер 96
- Альфред Дреггер (1920—2002) — німецький політик

## Галерея

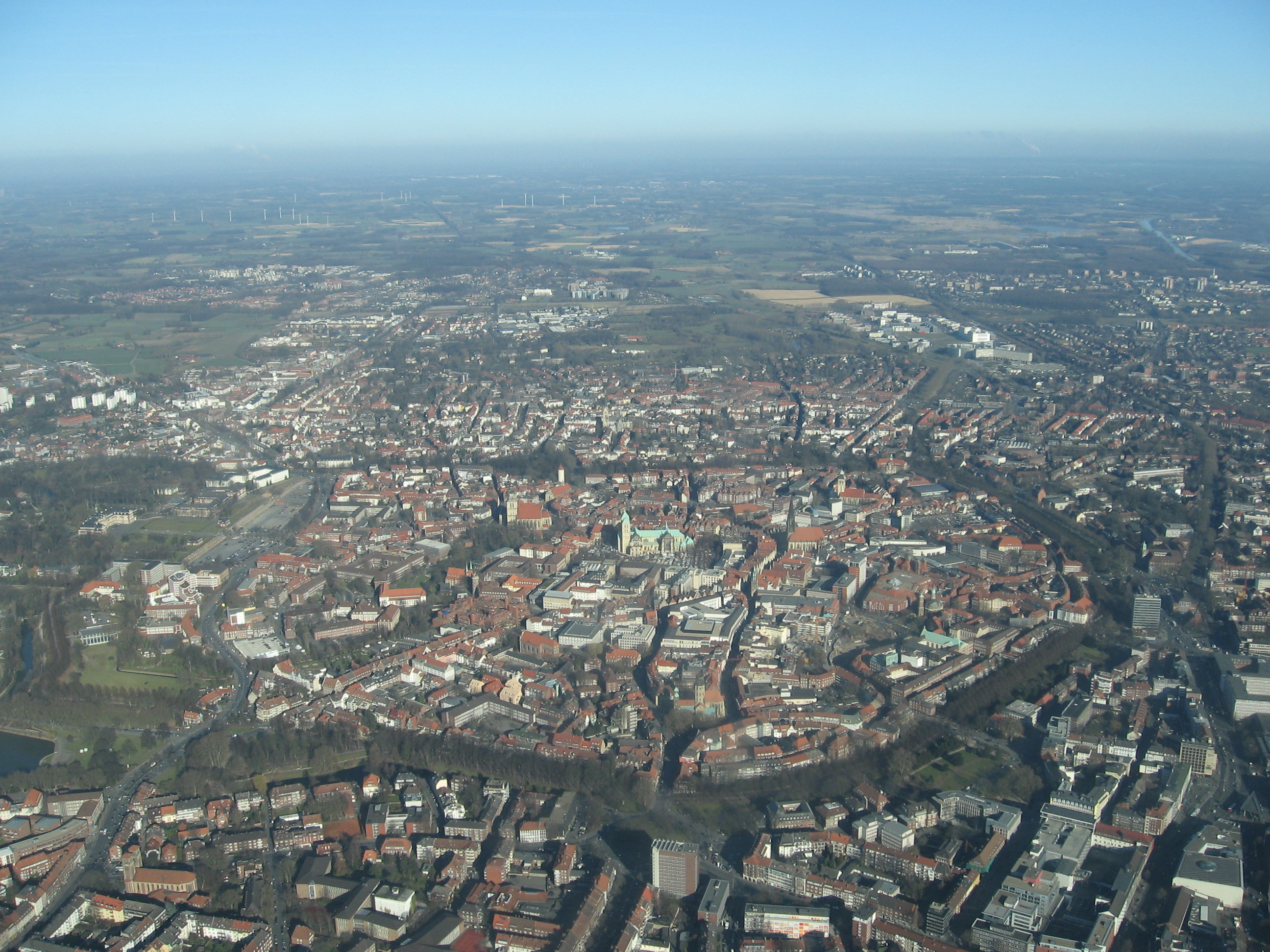
Центр міста
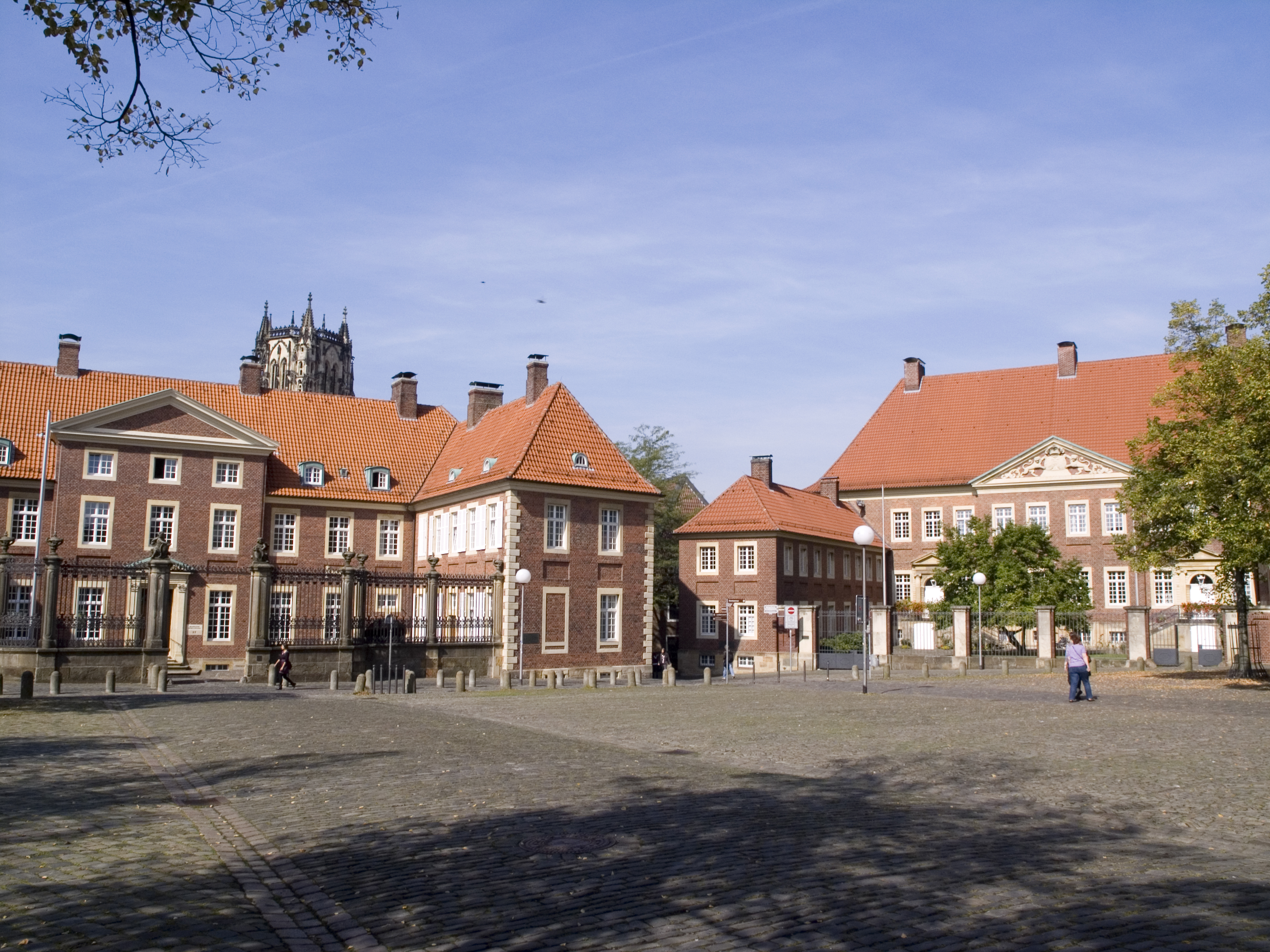
Соборна площа
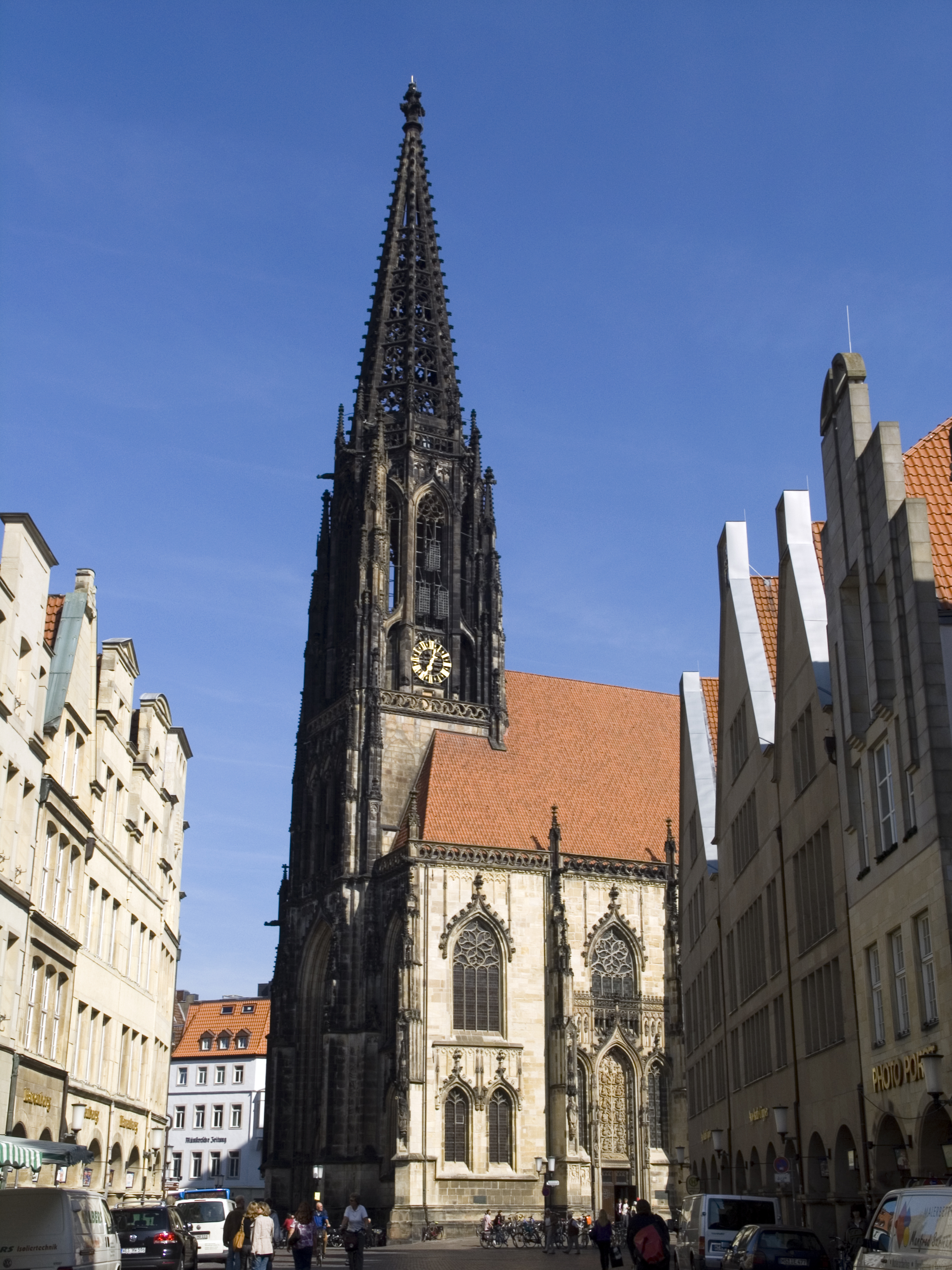
Церква Святого Ламберта
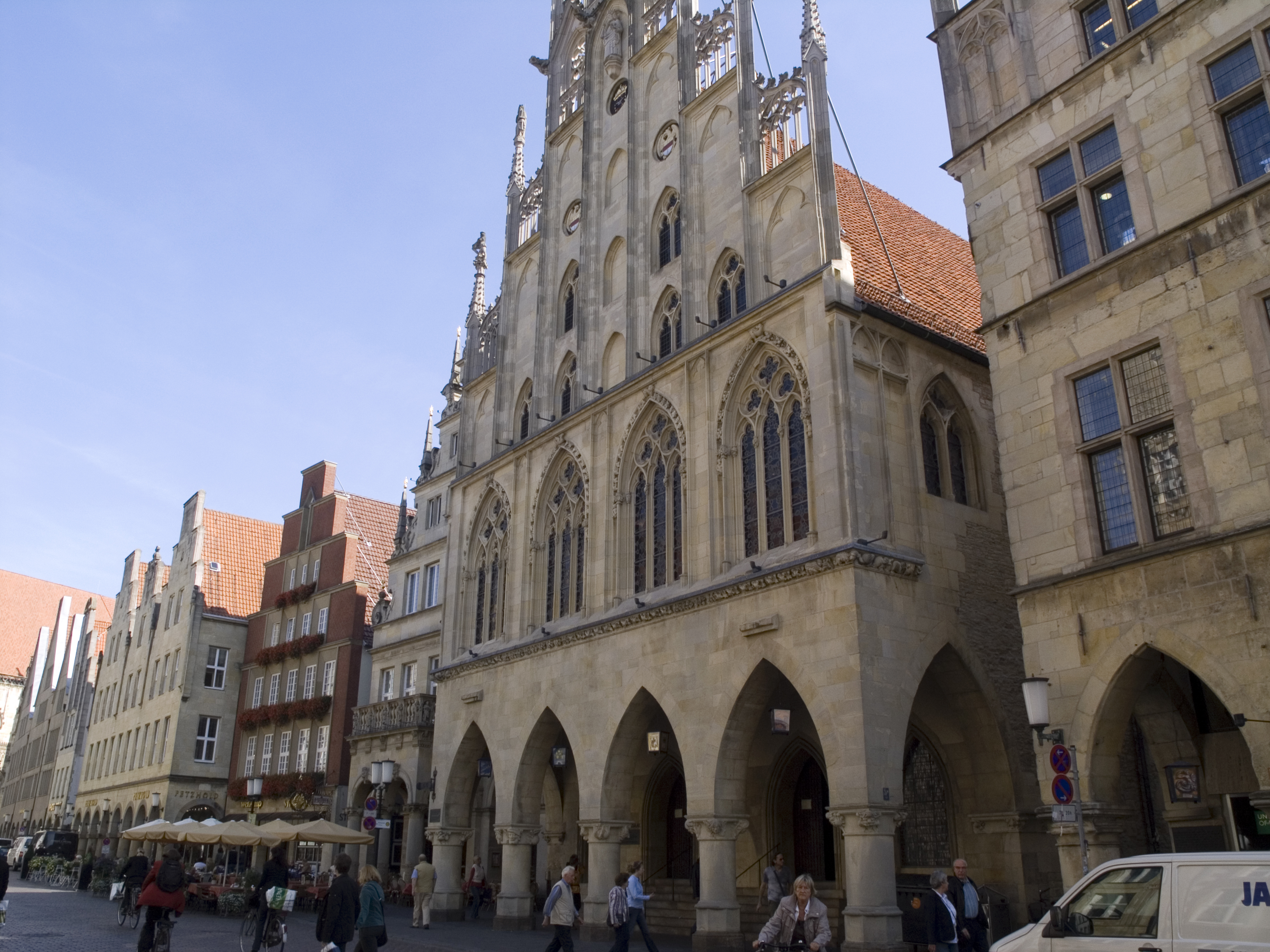
Вулиця Принципальмаркт, історична ратуша
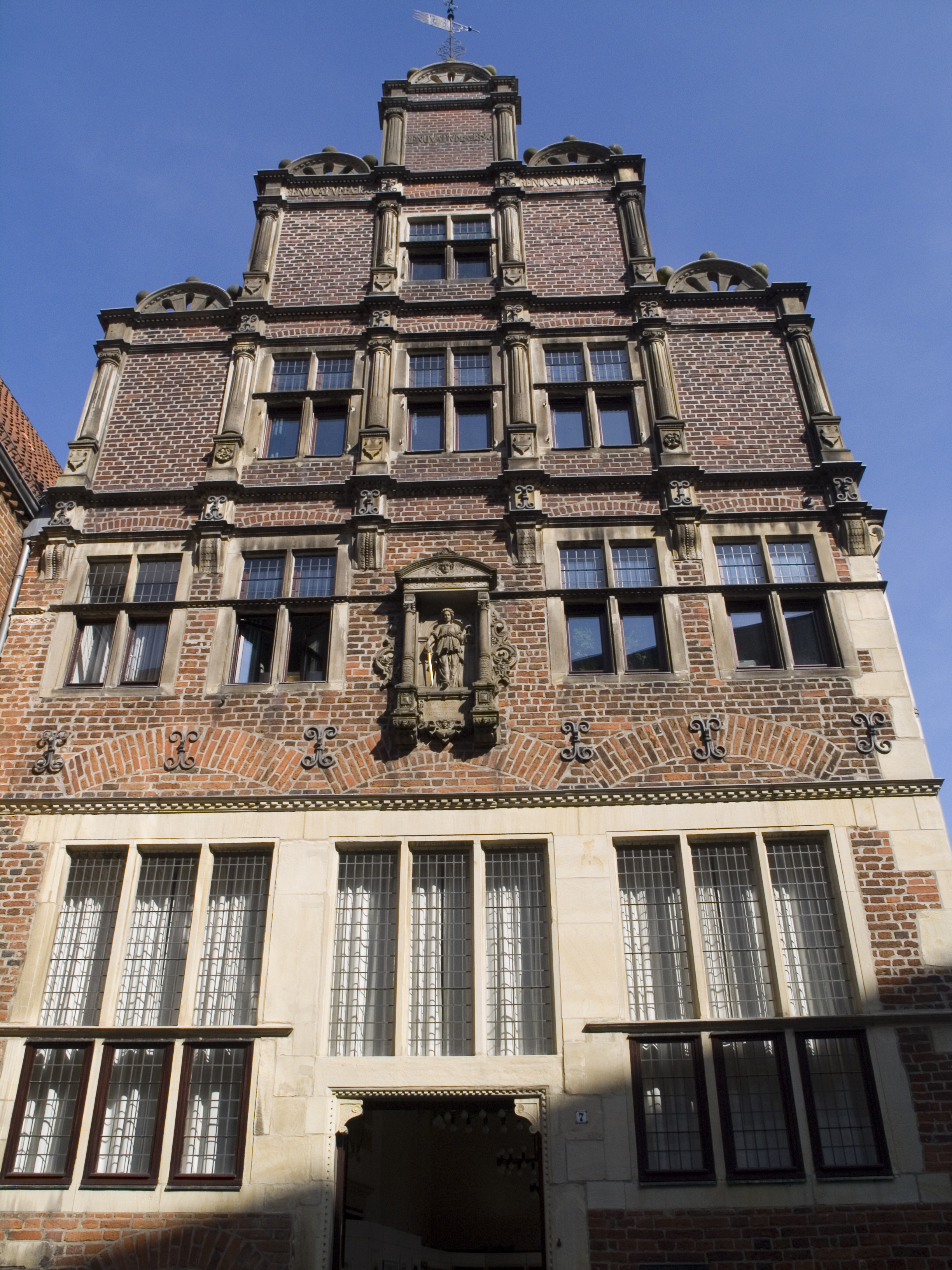
Нідерландський дім
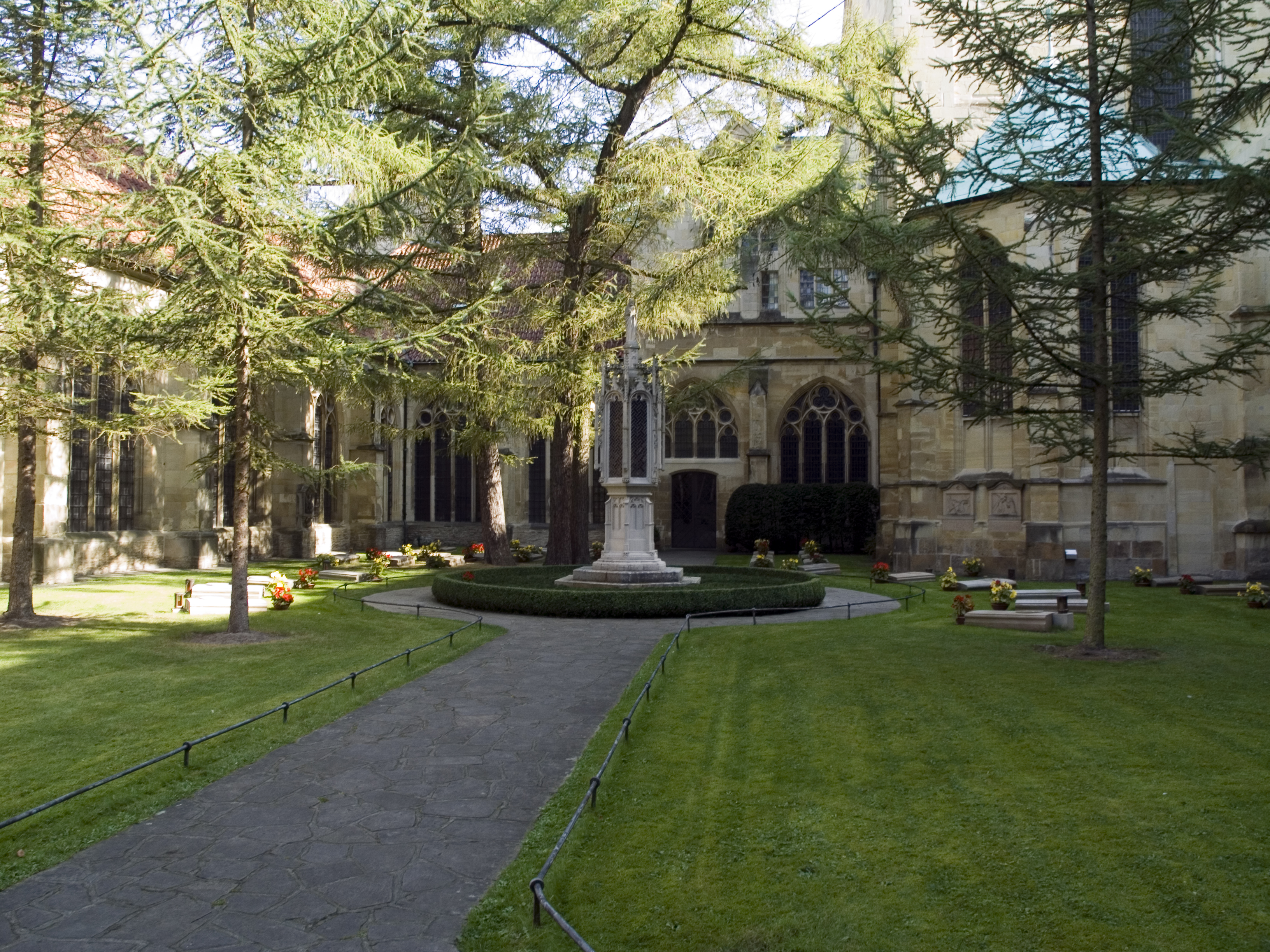
Собор Святого Павла (внутрішній двір)
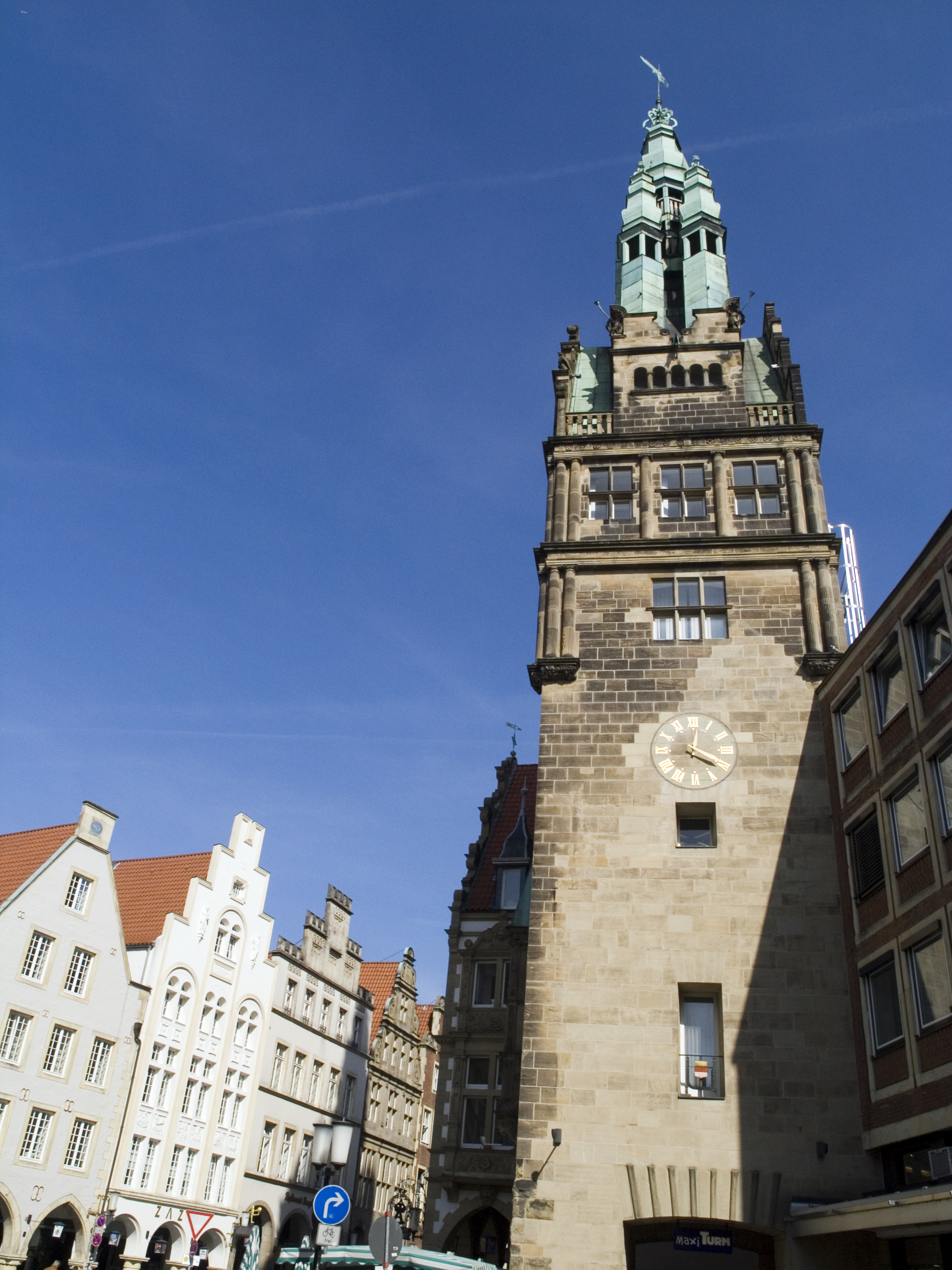
Ратушна башта
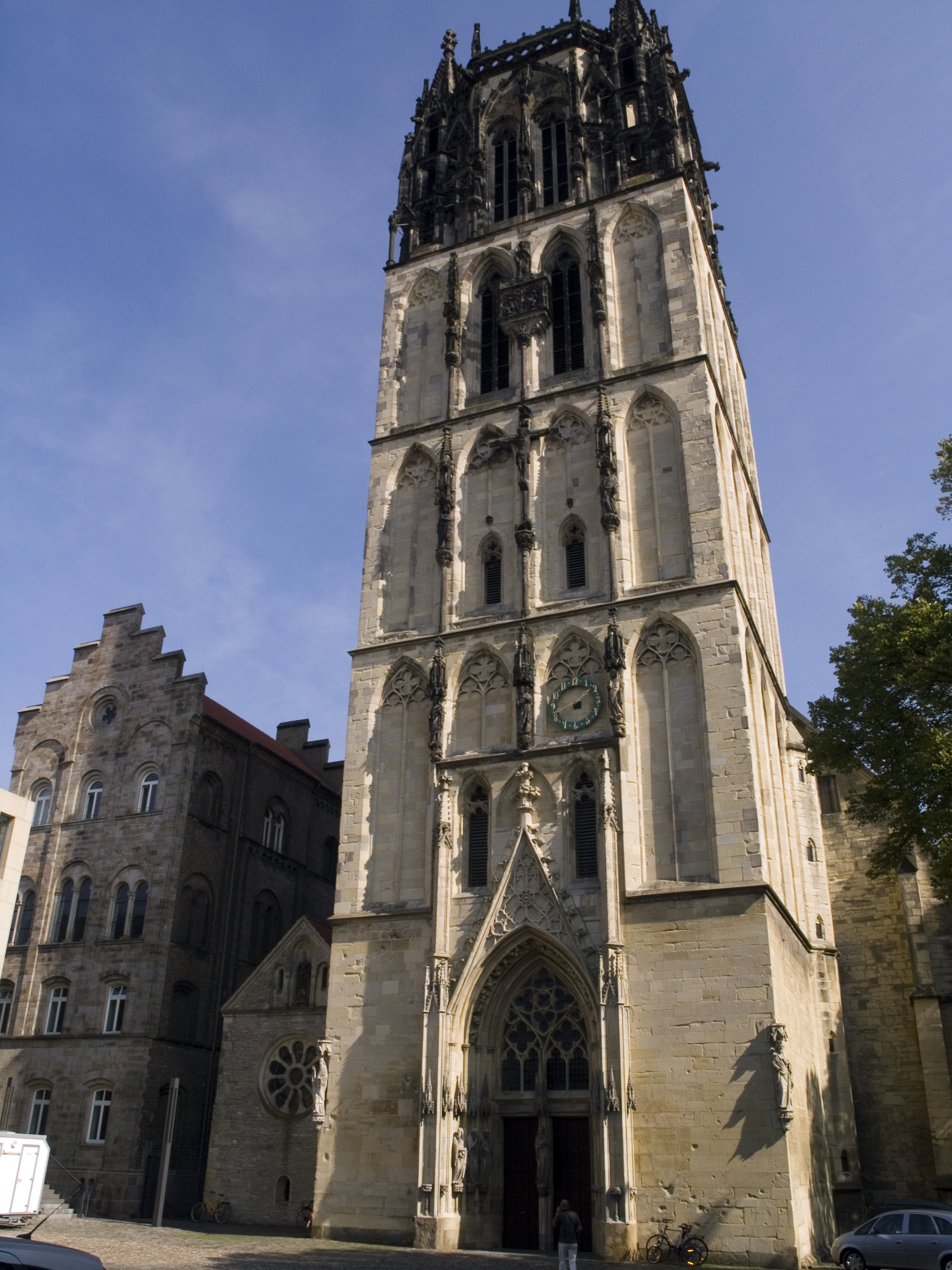
Церква Überwasserkirche
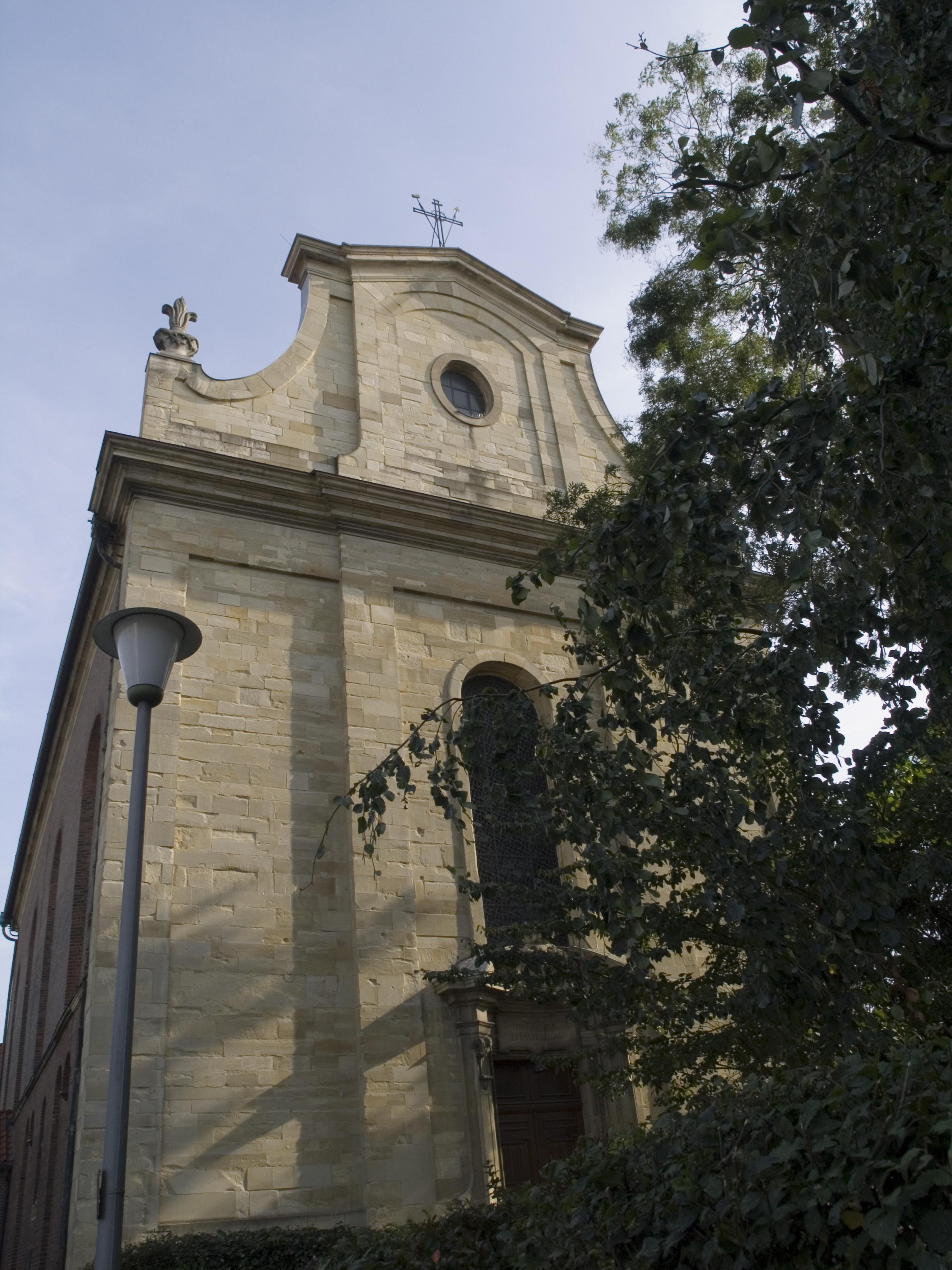
Церква Святого Егідія
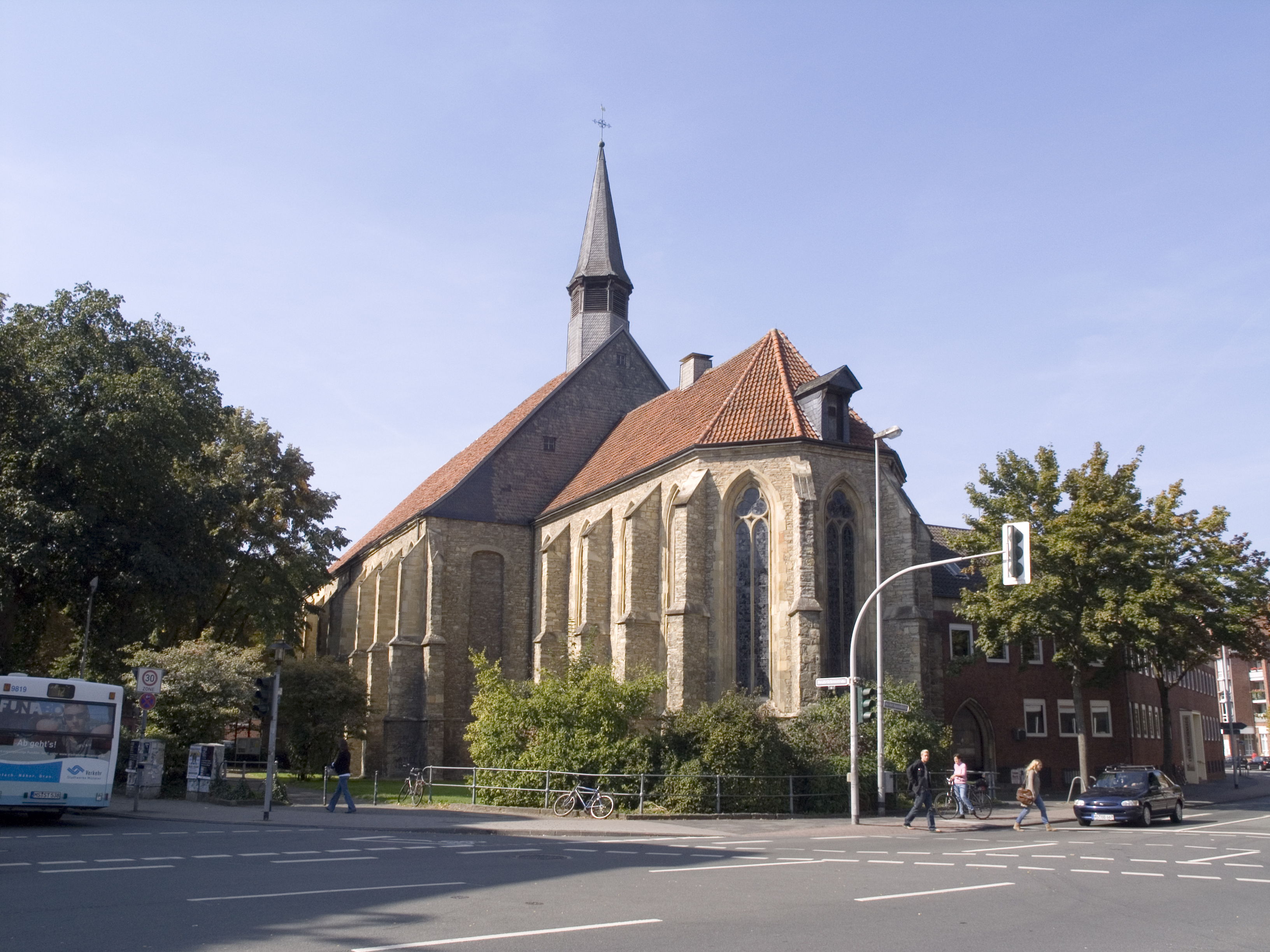
Апостольська церква
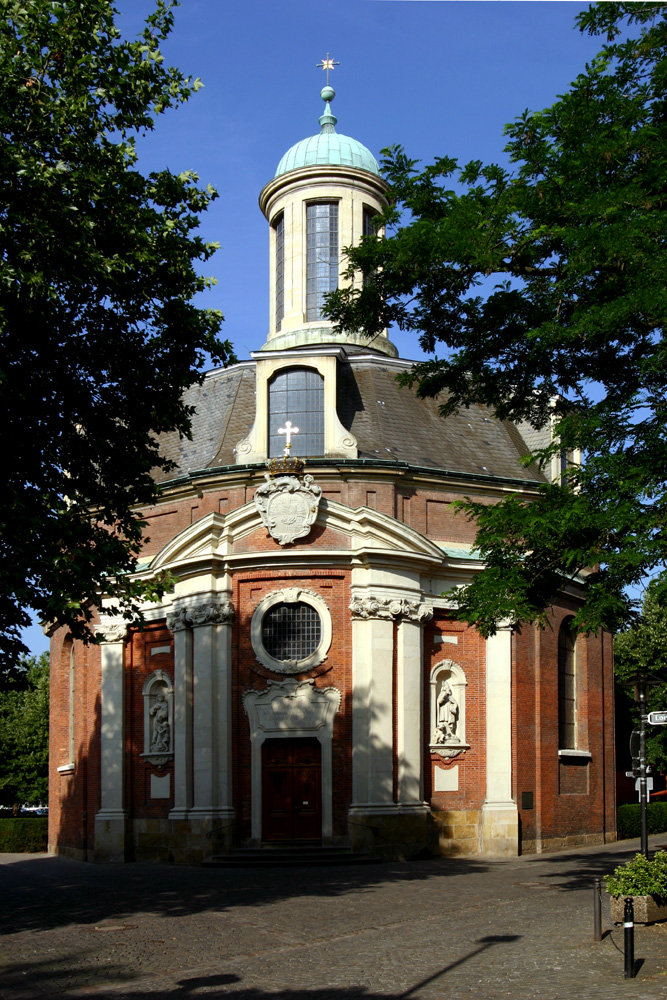
Церква Святого Климента
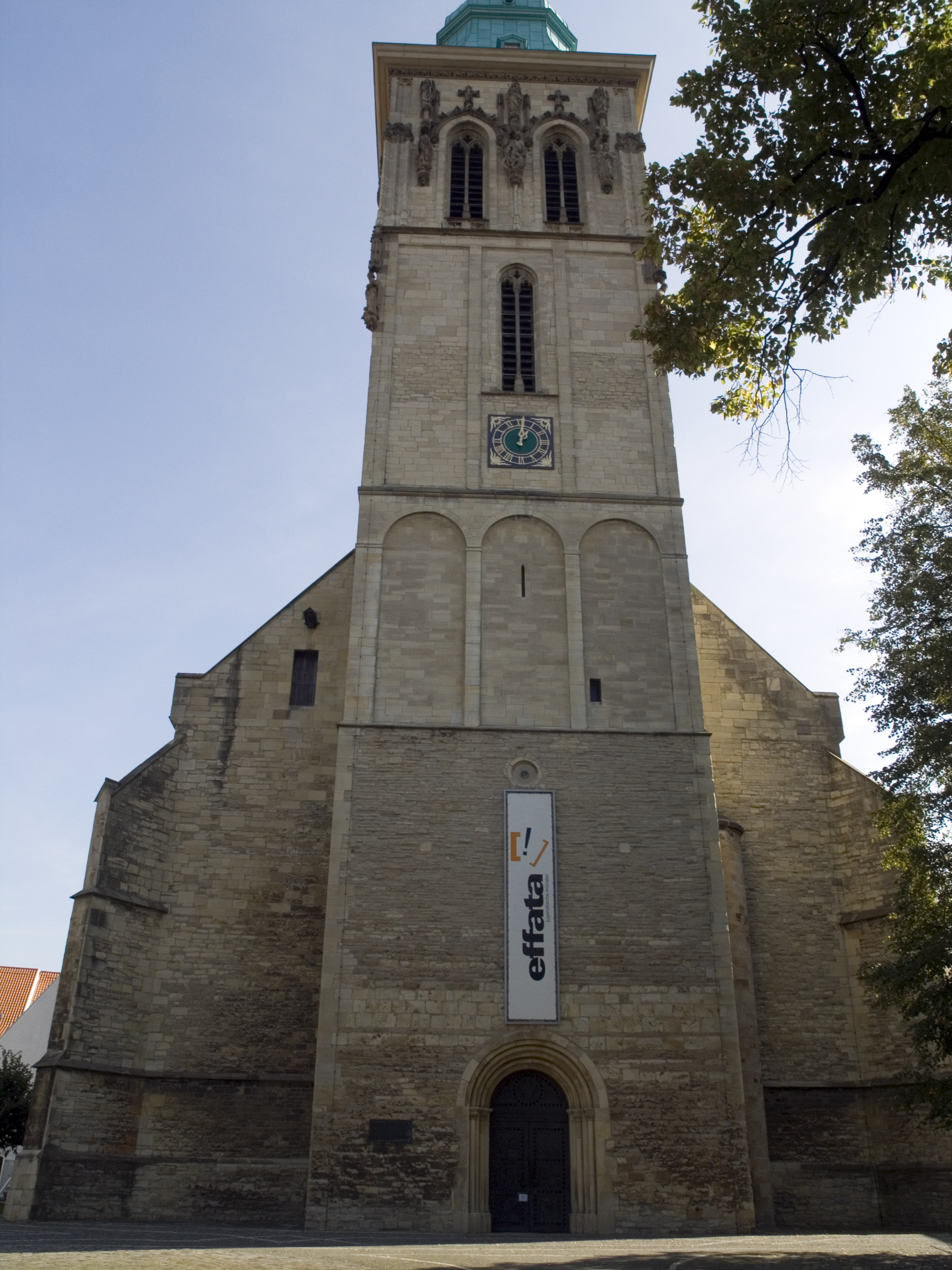
Церква Святого Мартина
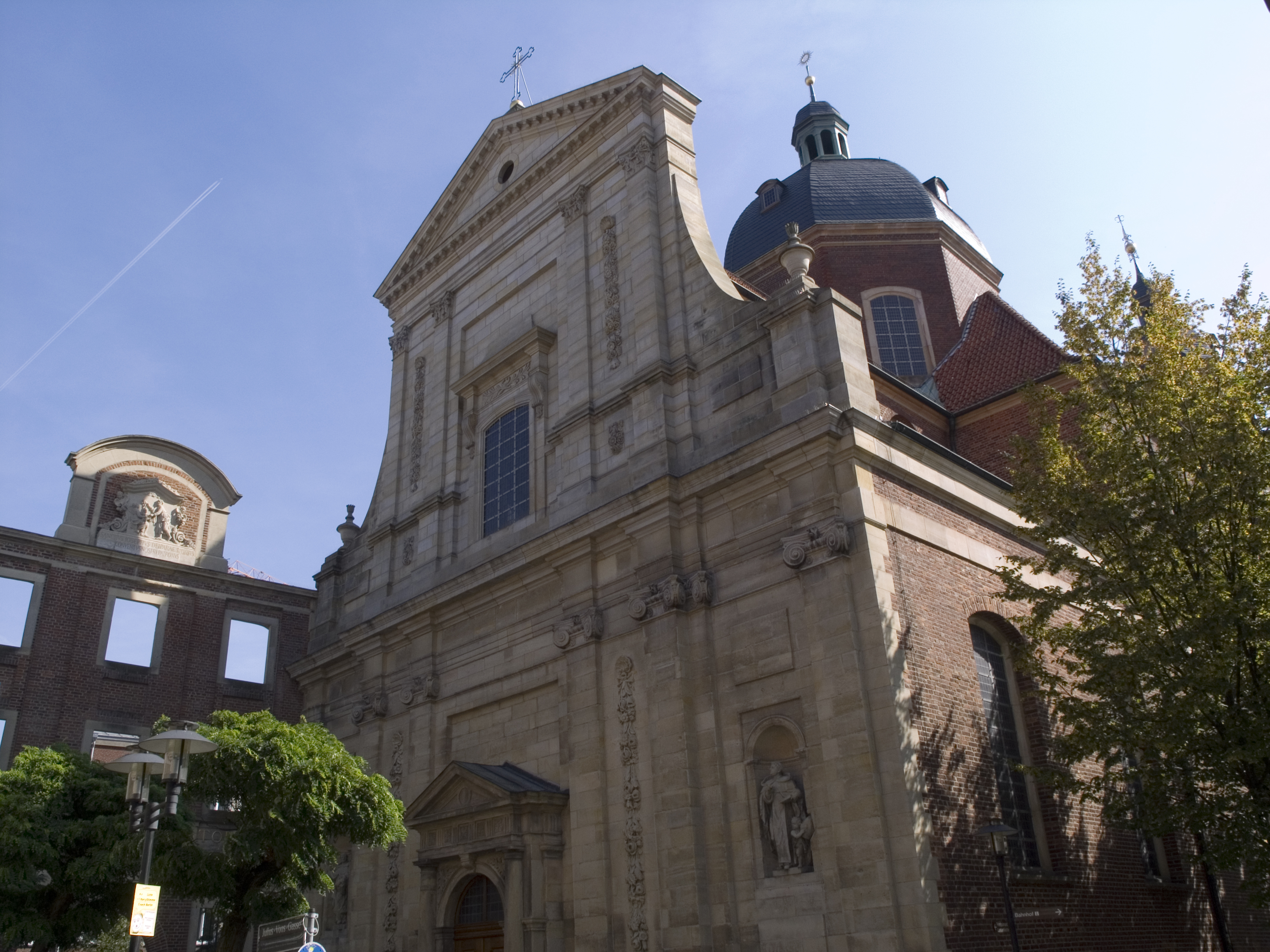
Домініканська церква
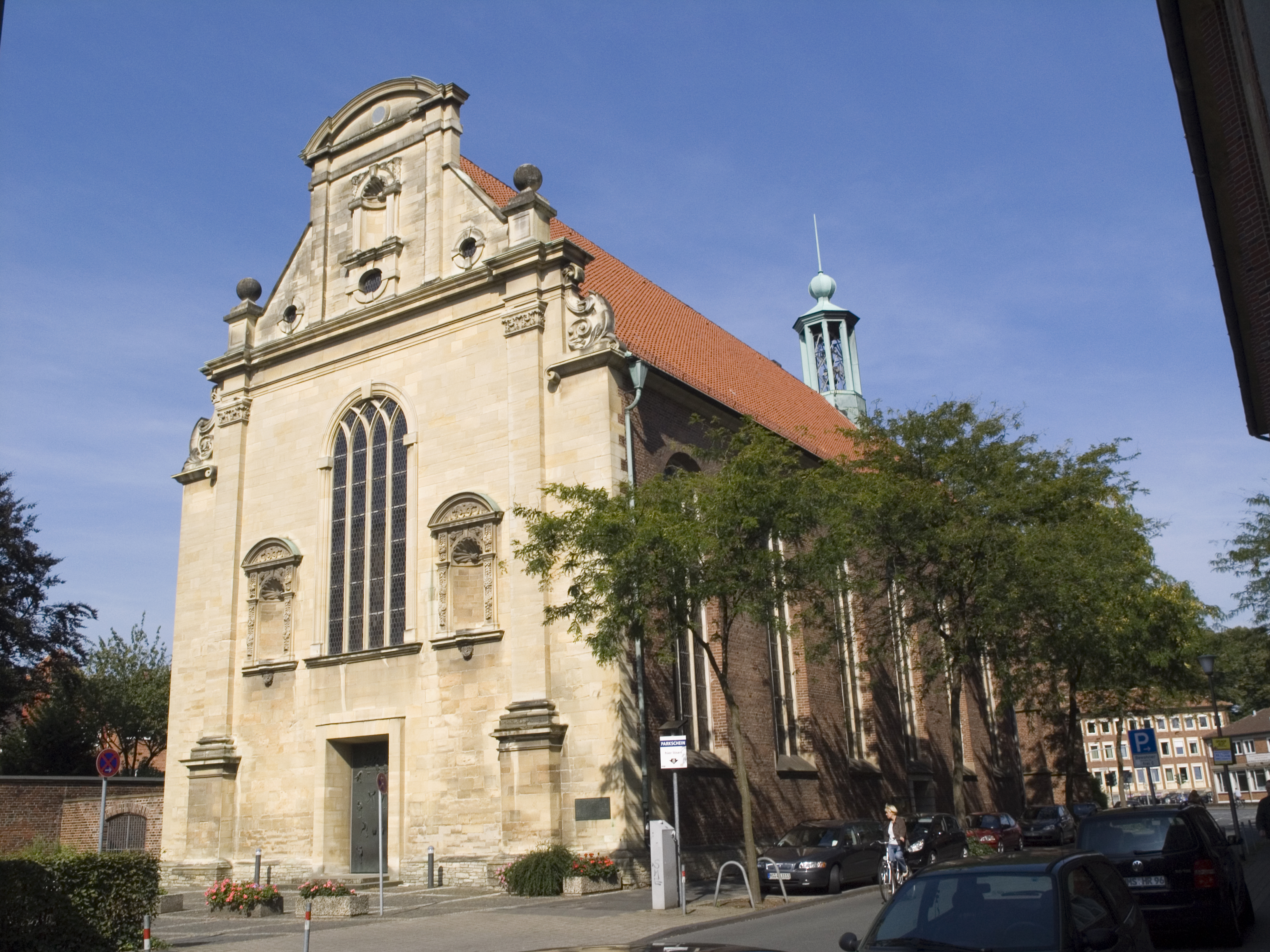
Євангельська університетська церква
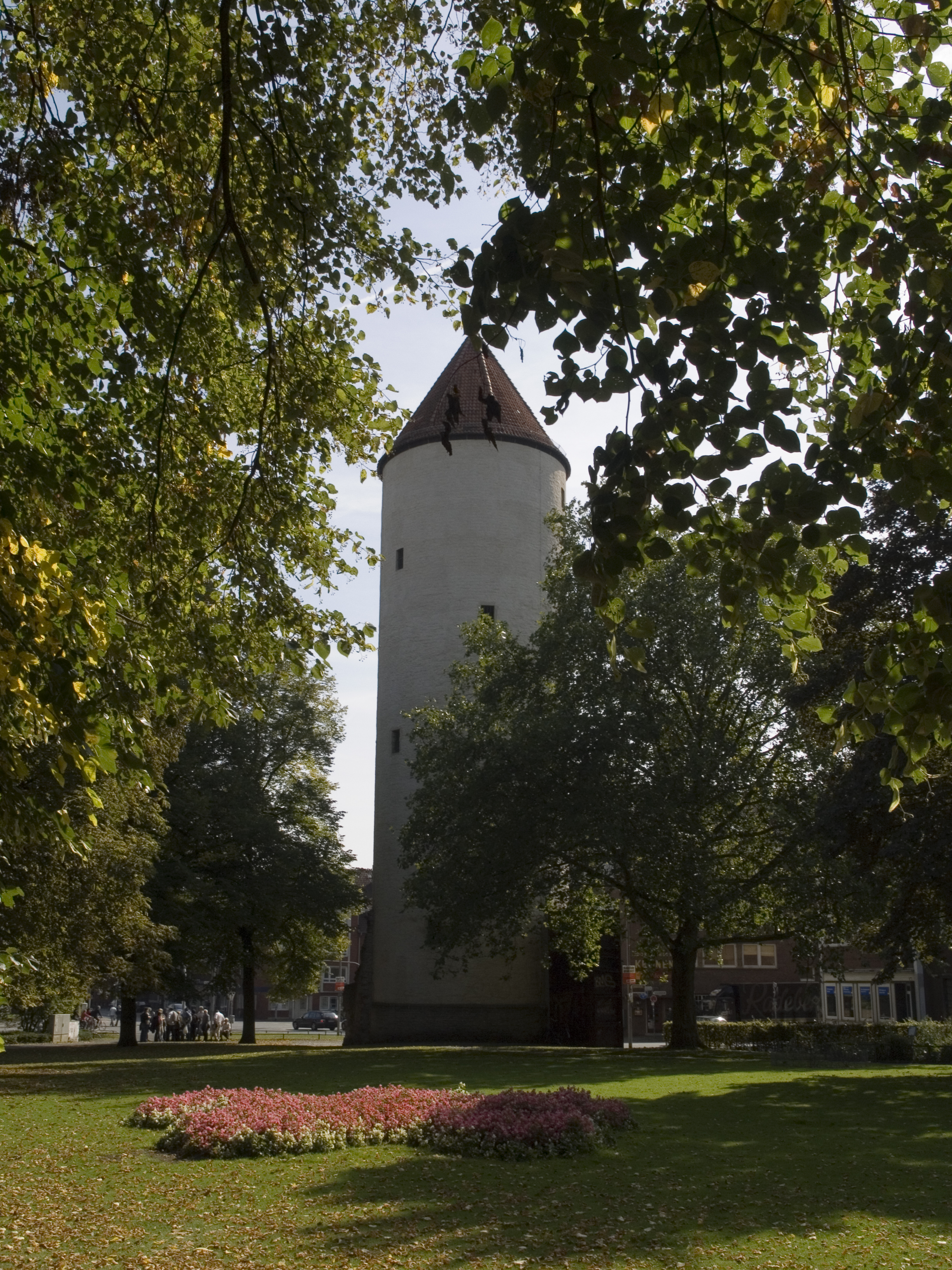
Башта Buddenturm
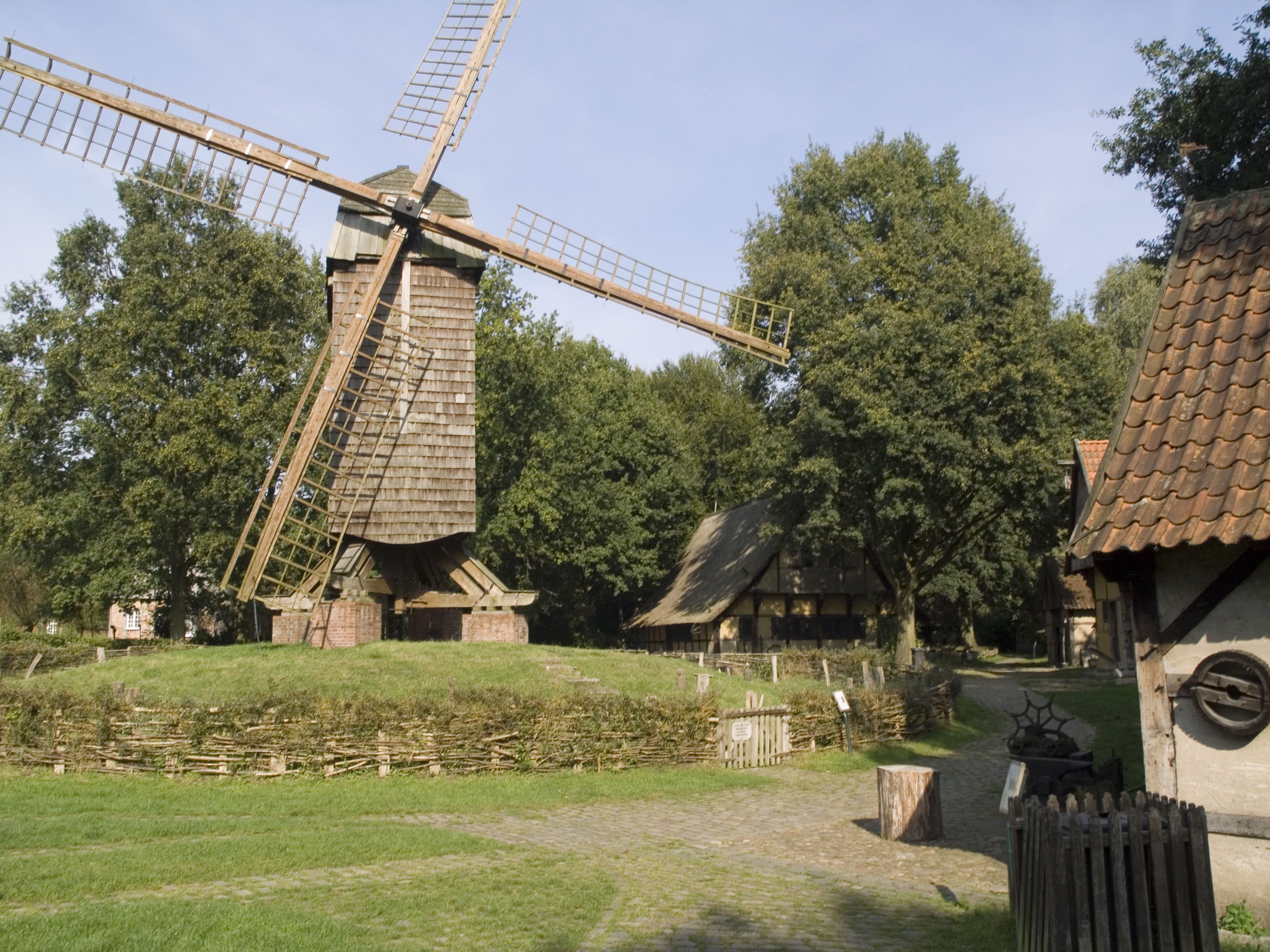
Музей Mühlenhof
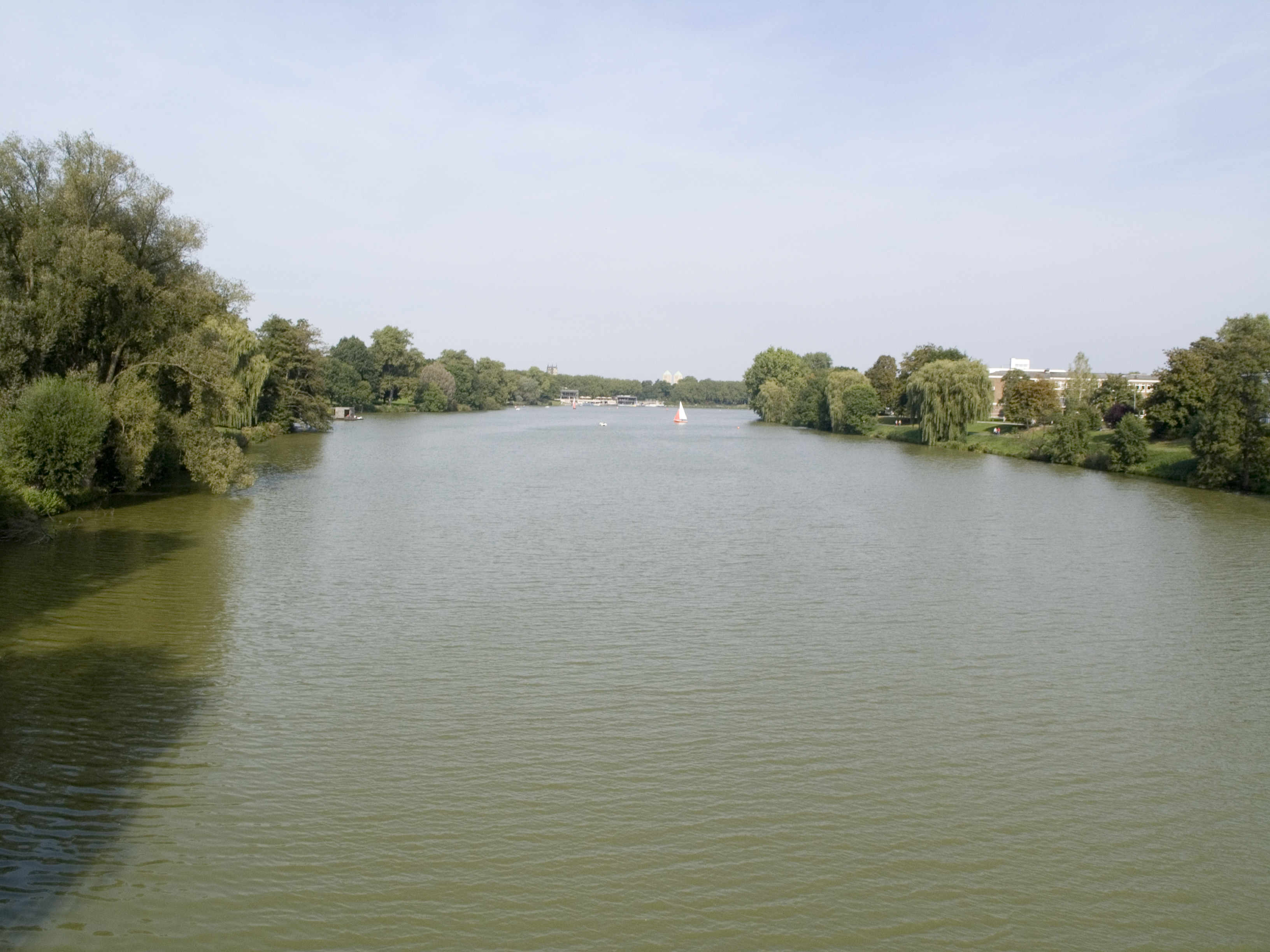
Озеро Аазе
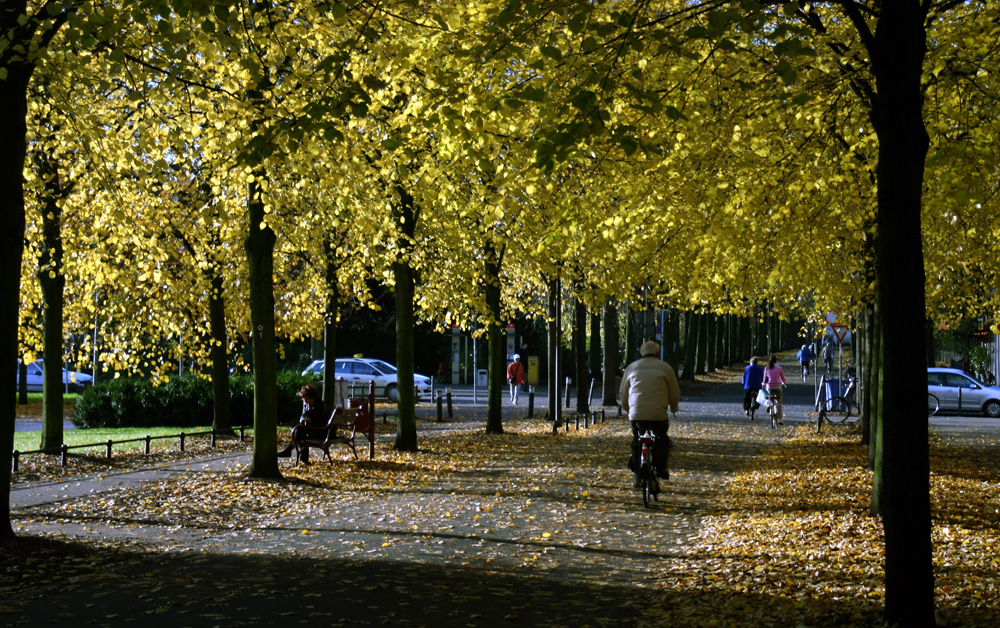
Променад
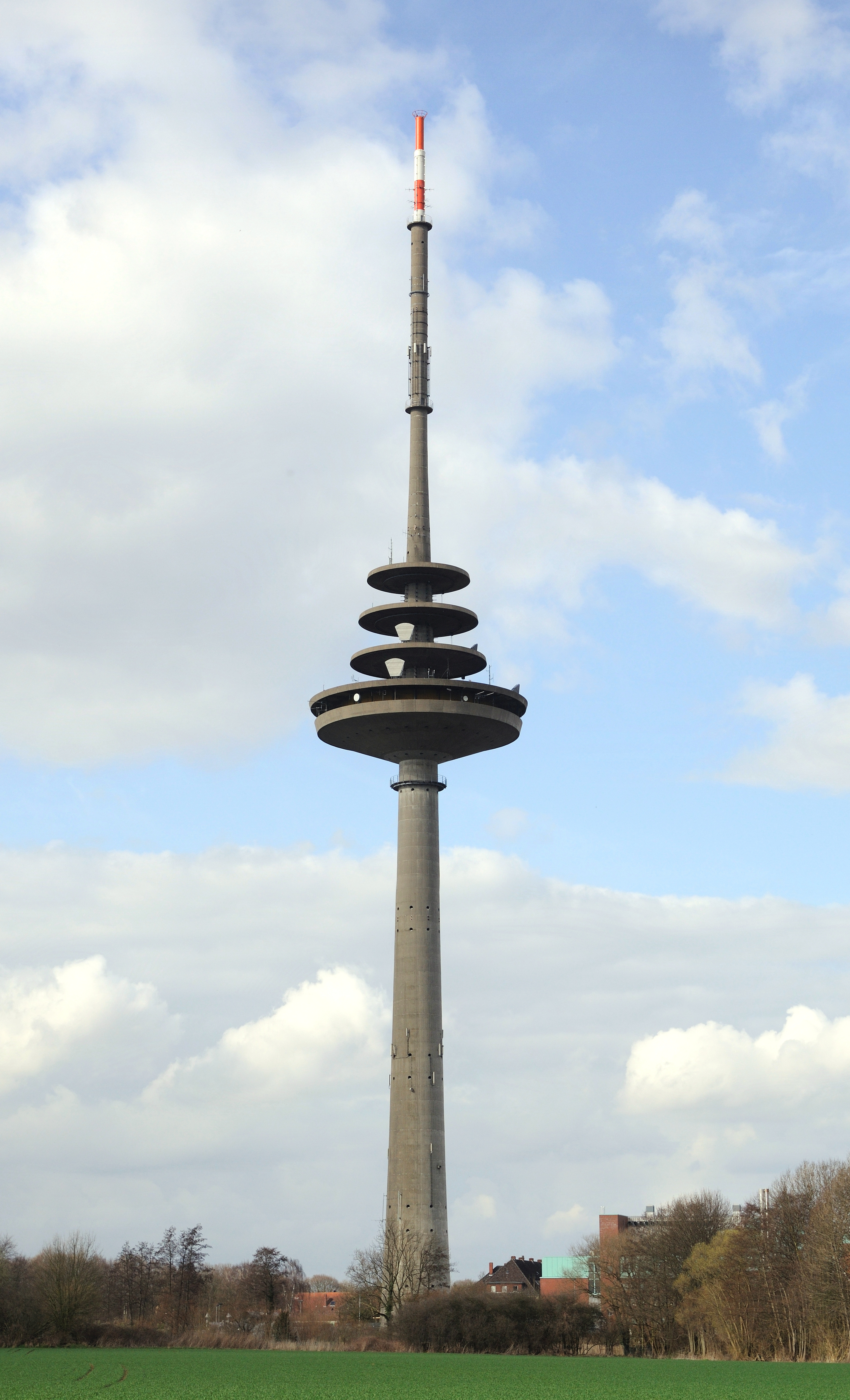
Телевізійна башта «Мюнстер 42»
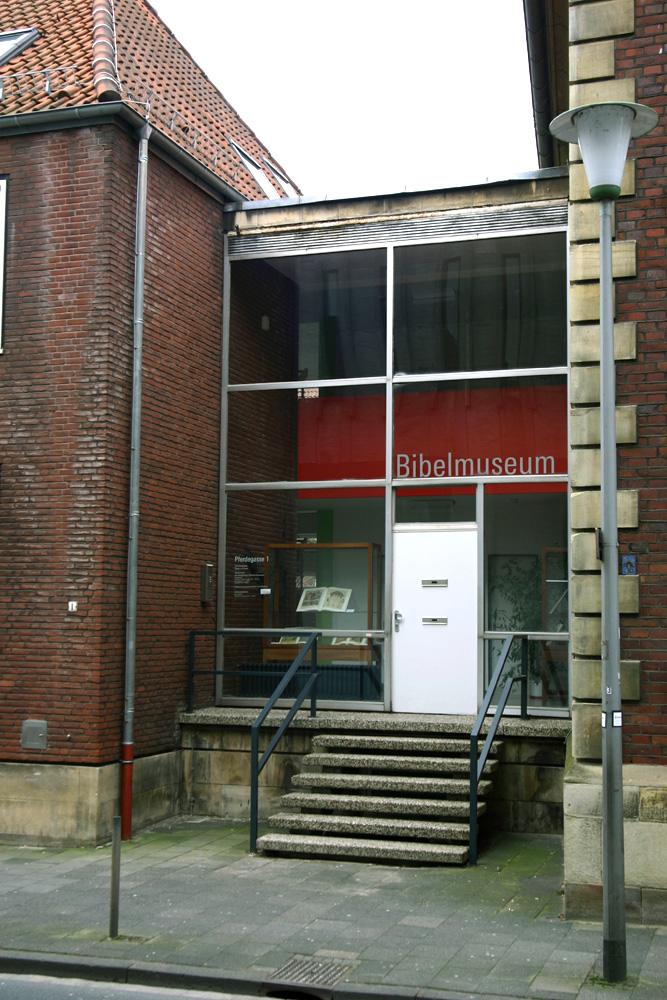
Музей Біблії